# Austrian Syndrom
Das Austrian Syndrom ist eine seltene Trias aus Endokarditis, Meningitis und Lungenentzündung, die durch eine von Robert Austrian 1956 beschriebene Streptokokken-Pneumonie verursacht wird. Dennoch war Austrian nicht der eigentliche Erstbeschreiber, in den 1860er Jahren beschrieb Richard Heschl ein derartiges Krankheitsbild und kurz darauf auch Wiliam Osler. Aufgrund der damals noch fehlenden Erkenntnisse in der Mikrobiologie konnten sie dies jedoch nicht den Pneumokokken zuordnen.

## Häufigkeit
Die Inzidenz ist seit der Einführung der Beta-Laktam-Therapie in den frühen 1940er Jahren zurückgegangen. Zusätzlich verringerte die Einführung der Pneumokokken-Impfung im Jahr 1977 die Inzidenz der Infektion weiter. Zu den prädisponierenden Risikofaktoren gehören Alkoholismus, fortgeschrittenes Alter, männliches Geschlecht oder Immunsuppression im Rahmen einer Pneumokokkeninfektion.

## Diagnose
Ärzte konzentrieren sich zunächst auf die kardiologische Beurteilung, wenn der Patient den Verdacht auf eine Pneumokokken-Pneumonie hat, und einen der Risikofaktoren aufweist. Manchmal können Patienten auch ohne periphere Anzeichen oder Symptome einer infektiösen Endokarditis ein Austrian-Syndrom bekommen. Diese Patienten können auch eine akute Enzephalopathie entwickeln, die in der Regel sekundär zur Sepsis verläuft. Die Möglichkeit einer Streptokokkenmeningitis sollte jedoch immer in Betracht gezogen werden.

## Therapie
Die Behandlung erfolgt im Wesentlichen antibiotisch. Als Antibiotikum wird je nach Resistenzlage der Pneumokokken initial ein Cephalosporin der dritten Generation empfohlen. Vancomycin sollte bei Besorgnis über eine gleichzeitige bakterielle Meningitis oder Beta-Laktam-Resistenz verabreicht werden, bis die Ergebnisse eines Antibiogramms vorliegen.

## Verlauf und Prognose
Eine Streptokokken-Endokarditis kann trotz geeigneter Therapie sehr aggressiv und lebensbedrohlich sein. Sie weist eine hohe Sterblichkeitsrate auf, die selbst nach einer geeigneten Antibiotikatherapie und einem chirurgischen Eingriff bei nahezu 30 Prozent liegt. Daher ist eine frühe Erkennung entscheidend für ein frühzeitiges Eingreifen und die Senkung der Mortalität.